# Вільна консервативна партія
Вільна консервативна партія (нім. Freikonservative Partei, FKP) — помірковано-правою політичною партією Пруссії та Німецькій імперії. Партія була заснована членами німецької консервативної партії в прусському ландтагу в 1866 році. На федеральні вибори до Рейхстагу в 1871 році партія йшла під назвою нім. Deutsche Reichspartei, DRP.